# Danh sách bê bối liên quan đến giáo dục Việt Nam
Đây là một danh sách chưa hoàn tất, và có thể sẽ không bao giờ thỏa mãn yêu cầu hoàn tất. Bạn có thể đóng góp bằng cách mở rộng nó bằng các thông tin đáng tin cậy.
Trong lịch sử giáo dục Việt Nam, đã từng xảy ra không ít các bê bối. Dưới đây là danh sách những bê bối nổi bật, được liệt kê theo năm.

## Năm 2008

### Học sinh bị chém chết ngay tại cổng trường
Khoảng 11 giờ 30 ngày 20 tháng 2, sau khi đã chuẩn bị và mang theo hung khí, Lưu Danh Thắng và bạn bè thân thích của mình đến cổng trường Trường trung học phổ thông Đại Mỗ, huyện Từ Liêm cũ, nay là quận Nam Từ Liêm (Hà Nội) rồi chờ sẵn, sau đó cả nhóm cùng tấn công Vũ. Những người bạn học của Vũ vào can ngăn cũng bị cả nhóm dùng phích nước, dây khóa, gạch để đánh và hành hung. Gây án xong, hung thủ và đồng bọn lập tức bỏ trốn.
Ngày 21 tháng 2, Công an huyện đã bắt hung thủ Thắng trong vụ án này. Theo TTXVN, tại cơ quan công an, Thắng khai do tranh giành chỗ ngồi tại sân trường, nên Thắng và Vũ mâu thuẫn, thù tức nhau.

## Năm 2010

### Vụ án mua dâm của Sầm Đức Xương năm 2010
Năm 2010, ông Sầm Đức Xương, cựu Hiệu trưởng trường THPT Việt Lâm, mua dâm khoảng 10 em học sinh trong độ tuổi từ 13 đến 17 tuổi. Vụ án cũng liên quan đến nhiều quan chức tỉnh có liên quan đến vụ án với cáo buộc mua dâm trẻ vị thành niên. Khi xét xử vụ án, ông Sầm Đức Xương nhận án 9 năm tù giam, tính từ ngày 7 tháng 9 năm 2009 với tội danh “mua dâm trẻ vị thành niên”. Ủy ban Kiểm tra Trung ương Đảng Cộng sản Việt Nam sau đó đã ra thông báo đề nghị cách chức các chức vụ về Đảng viên của Đảng Cộng sản Việt Nam với ông Nguyễn Trường Tô, người cũng có liên quan trong vụ án, với lý do "sống buông thả, sinh hoạt không lành mạnh gây bất bình trong Đảng và xã hội".

## Năm 2015

### Nữ sinh tử vong sau khi bị cô giáo bạo hành
Vụ việc xảy ra vào ngày 9 tháng 1 tại trường Trung học cở sở Phan Bội Châu (quận Tân Phú, Thành phố Hồ Chí Minh), một nữ sinh lớp 6 đã bị cô giáo dùng thước đánh vào mông do không thuộc bài cũ trong giờ học. Ngay sau đó, em này bị ngất xỉu và được đưa xuống phòng y tế, rồi được chuyển lên Bệnh viện Tân Phú. Tuy nhiên, nữ sinh tử vong không lâu sau đó. Sau đó, phòng giáo dục quận Tân Phú cho biết ''em học sinh này có tiền sử bị bệnh động kinh'', và cũng bày tỏ ''việc giáo viên đánh học sinh là không đúng chuẩn mực đạo đức".

## Năm 2018

### Giáo viên trung tâm tiếng Anh xúc phạm nhà giáo và học sinh
Trong một clip được đăng lên mạng vào đầu tháng 5 năm 2018, xuất hiện một giáo viên tại một trung tâm tiếng Anh gây chấn động dư luận với những phát ngôn xúc phạm học viên bằng câu từ như ''óc lợn'' khi học viên này không chịu ''nộp phạt'' 100.000 đồng trong điều luật đã thỏa thuận. Đáng chú ý hơn, giáo viên này đã xưng ''mày tao'' và xúc phạm tư cách nhà giáo với ngôn từ nặng nề. Người này là bà Nguyễn Thị Kim Tuyến, một giáo viên của trung tâm tiếng Anh MST nhưng chỉ có bằng tốt nghiệp đại học mà không có bằng cấp chứng chỉ. Ngay sau đó, Thanh tra Sở giáo dục và đào tạo Hà Nội quyết định giải thể trung tâm tiếng Anh của bà Nguyễn Thị Kim Tuyến và xử phạt 20 triệu đồng. Cá nhân bà Tuyến bị phạt 5 triệu đồng.

### Gian lận thi THPT quốc gia
Năm 2018, đã xảy ra hàng loạt sai phạm trong công tác tổ chức, chấm thi ở Kỳ thi THPT Quốc gia. Vụ việc liên quan đến hàng loạt bài thi của thí sinh được nâng điểm ở các tỉnh Hà Giang, Sơn La, Hòa Bình. Trong quá trình điều tra, 11 cán bộ ngành giáo dục bị bắt tạm giam. Có tới 347 bài thi bị can thiệp điểm.

### Giáo viên tát học sinh 231 cái ở Quảng Bình
Vụ việc xảy ra tại trường Trung học cơ sở Duy Ninh (xã Duy Ninh, huyện Quảng Ninh, tỉnh Quảng Bình). Trong buổi học chiều 19 tháng 11, khi nghe các học sinh báo một nam học sinh chửi tên phụ huynh của bạn bên cạnh, giáo viên Nguyễn Thị Phương Thủy đã yêu cầu 23 học sinh khác phạt em học sinh này bằng cách tát vào má. Mỗi người tát bạn 10 cái, nếu tát nhẹ sẽ bị phạt ngược lại. Trong quá trình bị phạt, nam học sinh bị cô giáo tát một cái. Cô Thủy chỉ chứng kiến một phần quá trình các bạn tát rồi đi ra ngoài.
Nam sinh sau đó phải nhập viện ba ngày để điều trị do sưng má và ảnh hưởng tinh thần. Công an huyện ra quyết định khởi tố bị can đối với giáo viên này về tội hành hạ người khác quy định tại khoản 2 điều 140 Bộ luật Hình sự. Nữ giáo viên thừa nhận việc làm của mình là sai trái, và mong phụ huynh tha thứ.

### Hơn 500 giáo viên hợp đồng mất việc cùng lúc tại Đắk Lắk
Khoảng năm 2010 đến năm 2016, huyện Krông Pắc, Đắk Lắk trải qua 3 nhiệm kỳ chủ tịch huyện có hơn 578 giáo viên được kí hợp đồng. Trong số những giáo viên này có 370 trường hợp có vị trí tuyển dụng, 208 trường hợp không có vị trí tuyển dụng. Trong khi đó biên chế của huyện chỉ còn 83 chỉ tiêu. Ngày 9 tháng 3 năm 2018, Ủy ban nhân dân huyện Krông Pắc đã có thông báo sẽ chấm dứt hợp đồng đối với 208 giáo viên không có vị trí tuyển dụng. Những giáo viên còn lại phải thi tuyển để chọn 83 chỉ tiêu, nhưng tại kỳ thi tuyển viên chức ngày 22 tháng 4 chỉ có 28 giáo viên trúng tuyển.
Ngày 19 tháng 9, các giáo viên hợp đồng tại huyện Krông Pắk đã gửi bức "tâm thư" lên Thủ tướng Chính phủ bày tỏ tâm tư, nguyện vọng của mình trước việc bị chấm dứt hợp đồng lao động.
Ông Y Suôn Byă, chủ tịch ủy ban nhân dân huyện và ông Nguyễn Thành Dũng, bí thư Huyện ủy đã bị kỷ luật hình thức khiển trách. Ông Nguyễn Sỹ Kỷ, nguyên chủ tịch Ủy ban nhân dân huyện bị kỷ luật cảnh cáo.

## Năm 2019

### Học sinh tử vong trên xe bus của Trường phổ thông liên cấp quốc tế Gateway
Chiều 6 tháng 8 năm 2019, một nam sinh 6 tuổi, học sinh lớp 1 Tokyo đang theo học tại trường phổ thông liên cấp quốc tế Gateway, cơ sở Cầu Giấy, Hà Nội được phát hiện tử vong trên xe bus đưa đón của nhà trường. Nghi vấn được xác định do cháu bé bị bỏ quên trên xe. Cơ quan cảnh sát điều tra Công an quận Cầu Giấy đề nghị Viện Kiểm sát nhân dân Hà Nội cùng cấp truy tố hai bị can Nguyễn Bích Quy (người đưa đón) và Doãn Quý Phiến (tài xế) về tội "vô ý làm chết người". Bị can Nguyễn Thị Thủy (chủ nhiệm lớp 1 Tokyo) bị đề nghị truy tố về tội "thiếu trách nhiệm gây hậu quả nghiêm trọng".

### Thứ trưởng Bộ Giáo dục và đào tạo tử vong do ngã từ tầng 8 tại cơ quan
Khoảng 7h30 sáng ngày 17 tháng 10, Công an quận Hai Bà Trưng, Hà Nội nhận được thông tin về việc ông Lê Hải An được phát hiện đã tử vong tại trụ sở Bộ Giáo dục & Đào tạo trên đường Đại Cồ Việt, phường Bách Khoa.
Ông An được cho là rơi từ trên cao xuống đất, tử vong tại chỗ.

## Năm 2020

### Học sinh lớp 3 ở Hà Nội bị bỏ quên trên xe đưa đón
Sự việc xảy ra vào ngày 9 tháng 9. Theo thông tin từ trường tiểu học Đoàn Thị Điểm, vào 7 giờ 15 phút cùng ngày, sau khi trả học sinh ở cổng số 4, nhân viên lái xe đã lái xe về cổng số 1 của nhà trường để đỗ. Lúc xuống xe, cô phụ trách xe và lái xe đã chủ quan bỏ qua việc đi xuống cuối xe kiểm tra trước khi xuống xe nên đã bỏ sót một học sinh lớp 3 trên xe.
Đến 8h01 (theo thời gian camera cổng số 1 ghi lại), học sinh đã tự mở cửa xe để đi vào trường từ cổng số 1. Trên đường đi, học sinh gặp một số giáo viên. Các cô hỏi thì học sinh nói là xe đến muộn nên đã sơ suất không hỏi gì thêm. Tiếp đó, giáo viên chủ nhiệm cập nhật sĩ số lớp đủ 32/32 học sinh nên nhà trường không phát hiện ra.
Khi biết sự việc, Chủ tịch hội đồng quản trị đã triệu tập ban giám hiệu và cán bộ liên quan họp khẩn cấp để nắm bắt tình hình, kiểm tra camera ở thời điểm xe đến trường và thấy cô theo xe và lái xe đã bỏ qua bước xuống cuối xe kiểm tra theo quy định.
Sau sự cố này, ngày 10 tháng 9, Trường tiểu học Đoàn Thị Điểm ra quyết định kỷ luật lái xe Nguyễn Văn Thạo và nhân viên phụ trách đưa đón tên Lưu Thị Quỳnh Nga vì bỏ sót một học sinh trên xe. Nhà trường cũng thay cán bộ phụ trách xe số 38 và rà soát lại toàn bộ quy trình đưa, đón học sinh bằng ôtô. Giờ báo cáo sĩ số của giáo viên chủ nhiệm cũng được đẩy lên lúc 7 giờ 50 phút, thay vì 8h15 như trước đây.
Về phía học sinh bị bỏ quên trên ô tô, em này cho biết: "Lúc tỉnh ngủ thấy có một mình trên xe nên con có lo một chút nhưng con nhớ là con đã được hướng dẫn mở cửa xe từ bên trong, nên con mở cửa ra được và lên lớp học tiết 1 bình thường và con cũng quên kể cho cô giáo chủ nhiệm về việc đó. Buổi chiều về nhà, mẹ hỏi thì con mới kể lại".

### Học sinh lớp 10 uống thuốc tự tử để tìm lại sự công bằng
Sự việc xảy ra tại Trường Trung học phổ thông Vĩnh Xương (thị xã Tân Châu, tỉnh An Giang). Gia đình của nữ sinh lớp 10A4 phản ánh việc nữ sinh đã uống thuốc tự tử trong khu vực nhà vệ sinh của trường trong sáng ngày 30 tháng 11. Một giáo viên phát hiện nữ sinh không có mặt ở lớp nên đã đi tìm và phát hiện em bị ngất trong nhà vệ sinh. Nhân viên y tế đã sơ cứu, gọi điện báo cho gia đình Y. và gọi xe cấp cứu để đưa em đến bệnh viện. Tuy nhiên, gia đình không chịu đi xe cấp cứu mà gọi taxi đưa em đến Bệnh viện Nhật Tân (Thành phố Châu Đốc, tỉnh An Giang).
Theo phụ huynh của nạn nhân, em bị uất ức do trường xử lý vi phạm nội quy mà nguyên nhân bắt đầu từ việc nữ sinh không tham gia học phụ đạo có thu phí do trường tổ chức. Đồng thời, giáo viên dạy môn toán trong lớp “để ý” em mặc áo dài mỏng, lộ “nội y” và có lời nói làm nhiều bạn học trong lớp chú ý, khiến em xấu hổ, mặc dù nhà trường không có quy định hoặc hướng dẫn nào về việc mặc áo dài cụ thể để các nữ sinh thực hiện.
Sau khi sự việc xảy ra, lãnh đạo Sở Giáo dục và Đào tạo An Giang đã liên lạc với lãnh đạo Sở Y tế An Giang nhờ nắm thông tin từ Bệnh viện Nhật Tân, đồng thời tạm đình chỉ công tác 15 ngày (kể từ ngày 7 tháng 12) đối với ông Nguyễn Việt Hùm, Hiệu trưởng Trường và bà Nguyễn Ngọc Hạnh, Phó hiệu trưởng nhà trường.
Ngày 27 tháng 11, Hiệu trưởng Nguyễn Việt Hùm đã ra thông báo toàn trường nữ sinh vi phạm với nội dung sai phạm như phản ánh với gia đình sự việc không đúng sự thật, gây hiểu lầm trong quan hệ nhà trường và gia đình, gây ảnh hưởng  không tốt đến danh dự và uy tín nhà giáo; sử dụng điện thoại di động để ghi âm giáo viên trong giờ học. Theo thông báo, qua cuộc họp nhà trường xét thấy gia đình nữ sinh đã nhận ra những sai sót của con và hứa sẽ dạy dỗ, điều chỉnh con mình. Tuy nhiên em vẫn chưa nhận rõ lỗi của mình. Vì vậy em phải tự viết kiểm điểm và thực hiện cấm túc hàng ngày trong vòng hai tuần, nhà trường cũng yêu cầu em phải nghiêm túc kiểm điểm và sửa chữa khuyết điểm đã vi phạm.

## Năm 2021

### Vụ lộ đề môn Sinh học trong kỳ thi tốt nghiệp Trung học phổ thông 2021
Đây là vụ lộ đề mà nội dung đề thi môn Sinh học (trong tổ hợp thi Khoa học tự nhiên) giống hơn 90% đề ôn tập của một thầy giáo ở tỉnh Hà Tĩnh trong đợt 1 của kỳ thi tốt nghiệp Trung học phổ thông quốc gia năm 2021. Theo Kết luận của tổ điều tra, nội dung ôn thi và đề thi trùng 92,5%. Ngày 10 tháng 6 năm 2022, Cơ quan An ninh điều tra, Bộ Công an Việt Nam ra quyết định khởi tố vụ án hình sự "Lợi dụng chức vụ quyền hạn trong khi thi hành công vụ" xảy ra tại Bộ GD&ĐT. Đồng thời, cơ quan điều tra khởi tố bị ca về tội danh nêu trên.

## Năm 2022

### Vụ nam sinh lớp 10 tự tử tại Hà Nội tháng 4/2022
Bài chi tiết: Vụ nam sinh lớp 10 tự tử tại Hà Nội tháng 4 năm 2022
Vào khoảng 3:30 sáng ngày 1 tháng 4 năm 2022 theo giờ Việt Nam, một vụ tự tử từ tầng 28 của tòa nhà chung cư Văn Phú Victoria tại phường Phú La, quận Hà Đông, thành phố Hà Nội đã xảy ra. Đến 4:15 cùng ngày, Công an phường Phú La nhận tin về vụ việc. Nạn nhân trong vụ việc được xác định là một nam sinh sinh năm 2006, đang học lớp 10 tại Trường Trung học phổ thông chuyên Hà Nội – Amsterdam. Theo Cơ quan công an, nạn nhân trước đó đã có biểu hiện bị bệnh trầm cảm. Hình ảnh từ đoạn video cho thấy trong phòng lúc xảy ra sự việc có hai cha con. Trước khi nam sinh ra ban công, hai người có trao đổi nội dung liên quan đến học tập. Một lúc sau, cậu mở cửa ra ngoài ban công, dặn bố đọc bức thư để lại trên bàn. Trong lúc người bố đang đọc, nam sinh đã leo lên thành lan can rồi nhảy xuống.Ngay sau khi vụ tự tử xảy ra, đoạn video ghi lại cảnh nam sinh nhảy lầu qua CCTV dài 7 phút cùng nội dung lá thư tuyệt mệnh được cho là của cậu bị phát tán và lan truyền khắp các diễn đàn mạng xã hội.
Vào ngày 2 tháng 4 năm 2022, Cục Phát thanh, Truyền hình và Thông tin điện tử, Bộ Thông tin và Truyền thông Việt Nam đã gửi yêu cầu cho các nhà cung cấp nền tảng mạng xã hội xuyên biên giới rà soát, gỡ bỏ video liên quan đến sự việc vì xâm phạm quyền riêng tư của nạn nhân. Công an thành phố Hà Nội cũng chỉ đạo các lực lượng nghiệp vụ thuộc Công an thành phố phối hợp cùng Công an quận Hà Đông truy tìm người phát tán clip và bức thư gửi bố mẹ của nam sinh để xử lý theo quy định pháp luật.
Vụ việc sau khi xảy ra đã tạo nên một làn sóng tranh cãi lớn trong dư luận. Trên các diễn đàn mạng xã hội, những video ghi lại cảnh nhảy lầu và bức thư của nam sinh đã nhận về hàng trăm nghìn lượt tương tác và chia sẻ. Một số tờ báo, trang tin điện tử sau đó cũng trích dẫn lại hình ảnh từ video. Điều này nhanh chóng gây ra những ý kiến trái chiều từ cư dân mạng. Nhiều người cho rằng việc đăng tải video có tác dụng như là một lời cảnh tỉnh cho cha mẹ, trong khi các ý kiến khác lại phản đối vì nó "cắt sâu thêm vào vết thương lòng cho những người ở lại", đồng thời cũng yêu cầu phải gỡ bỏ những video trên với lý do vi phạm quy định tại Khoản 2, Điều 32 Bộ luật Dân sự. Một tài khoản được cho là của cô ruột nam sinh sau đó đã lên tiếng "van xin" cộng đồng mạng ngừng chia sẻ clip ghi lại sự việc và khuyên rằng "[hãy] lấy nỗi đau này làm bài học để cảnh tỉnh chính mình [...] để mọi chuyện đừng đau đớn thêm nữa".

## Năm 2023

### Vợ hiệu trưởng trường bỏ thuốc độc vào bữa ăn học sinh ở Sơn La
Sự việc được cho là xảy ra tại Trường THPT Chu Văn Thịnh (xã Chiềng Ban, huyện Mai Sơn, tỉnh Sơn La). Được biết, trường có 1.245 học sinh, trong đó có hơn 400 học sinh ăn bán trú.
Chiều 26/9, trao đổi với phóng viên Dân trí, lãnh đạo VKSND tỉnh Sơn La cho biết, Công an huyện Mai Sơn vừa ra quyết định tạm giữ hình sự đối với H.T.T. (ở huyện Mai Sơn), nhân viên bếp ăn của Trường THPT Chu Văn Thịnh (xã Chiềng Ban, huyện Mai Sơn, tỉnh Sơn La), về hành vi gây tổn hại cho sức khỏe người khác. Xác minh ban đầu, bà T. đang cư trú tại địa phương, đồng thời là vợ của nguyên Hiệu trưởng Trường THPT Chu Văn Thịnh 
Theo lãnh đạo xã Chiềng Ban, rất may sự việc được phát hiện sớm, các học sinh chưa ăn nên không ai bị ảnh hưởng đến sức khỏe. Hiện công an đã triệu tập bà Hà T.T - nhân viên bếp ăn của nhà trường.

### Nhà trường đuổi học học sinh vì phụ huynh "làm ảnh hưởng đến uy tín"
Việc trường THPT Lạc Long Quân (huyện Sóc Sơn, TP Hà Nội) thông báo dừng việc học của học sinh do phụ huynh phản ánh việc thu chi của nhà trường trên nhóm zalo lớp, trao đổi với phóng viên Báo Người Lao Động chiều 5-10, ông Đinh Quang Dũng, Hiệu trưởng nhà trường, cho biết sáng cùng ngày trường đã có buổi làm việc với phụ huynh học sinh.
"Nhà trường chưa có quyết định nào cho học sinh dừng học. Sáng nay, em ấy đến học bình thường. Thông tin trên mạng xã hội là thông tin dư luận" - ông Dũng nói.
Trong khi đó, anh H,, phụ huynh có ý kiến về việc thu chi trên nhóm lớp, cho biết sáng 5-10, anh đã đến làm việc với nhà trường.
- Trường bị tố lạm thu, tiền quỹ tới 500 triệu đồng: Hiệu trưởng bị phê bình

Anh H. cho hay hôm qua (4-10), cô giáo thông báo tới gia đình là nhà trường yêu cầu con nghỉ học. Tuy nhiên, hôm nay (5-10), cô thông báo lại trường đồng ý cho con anh được quay lại lớp.
Trước đó như Báo Người Lao Động đã thông tin, anh H., một phụ huynh lớp 12A3 của trường, có ý kiến trong nhóm zalo của lớp (nhóm kín) về chuyện thu chi đầu năm của nhà trường. Cho rằng phụ huynh đã có những lời lẽ làm ảnh hưởng uy tín của nhà trường, Hiệu trưởng Trường THPT Lạc Long Quân đã mời phụ huynh này lên làm việc

### Hiệu trưởng giao cấu với bé gái 15 tuổi ở Bảo Lộc
Ngày 12-10, Công an TP Bảo Lộc, tỉnh Lâm Đồng đã khởi tố vụ án, khởi tố bị can đối với ông Trần Sỹ Huỳnh (42 tuổi, hiệu trưởng một trường THCS-THPT ở huyện Bảo Lâm) đề điều tra hành vi "Giao cấu với người từ đủ 13 tuổi đến dưới 16 tuổi". Bé gái liên quan vụ việc là em H.N.T.M. (ngụ TP Bảo Lộc), chỉ mới 15 tuổi 15 ngày, đã nghỉ học và làm việc tự do.
Theo điều tra ban đầu, khoảng tháng 8-2023, ông Huỳnh đi mua đồ ăn tối và gặp bé H.N.T.M. bán hàng nên làm quen, xin số điện thoại và trao đổi qua mạng xã hội.
Sáng 2-10, ông Huỳnh nhắn tin hẹn H.N.T.M. đến một khách sạn ở phường B’Lao, TP Bảo Lộc và được bé đồng ý. Tại đây, cả hai quan hệ tình dục rồi sau đó trả phòng ra về. Một ngày sau, người thân H.N.T.M. thấy có nhiều dấu hiệu nghi vấn, điện thoại có nội dung tin nhắn với ông Huỳnh nên truy vấn.

### Giáo viên kéo cổ áo nữ sinh ở Hà Nội
Vụ việc xảy ra ở trường THPT Đa Phúc (Sóc Sơn, TP Hà Nội)
Trước đó, tối 29/9, trên mạng xã hội lan truyền những đoạn clip một nữ sinh quỳ khóc trước cửa lớp đến kiệt sức, co giật, sau đó được cô giáo chủ nhiệm túm áo lôi vào lớp. Nguyên nhân của sự việc là xuất phát từ việc em học sinh mua bánh sinh nhật không đúng theo yêu cầu của cô chủ nhiệm.
Trong clip, nữ sinh nằm bệt ngoài hành lang trước cửa lớp học, nữ sinh vừa khóc vừa gọi "cô ơi". Trong khi đó cô giáo dùng tay nắm áo kéo nữ sinh vào lớp và nói "cô đừng làm cho người khác nhục mặt vì cô nhé".
Sáng ngày 30/9, Đội hình sự Công an huyện Sóc Sơn cũng đã đến trao đổi với Ban giám hiệu, xem các bản tường trình. Sau đó làm việc riêng với giáo viên này và các em học sinh.
Cô giáo này hiện bị đình chỉ công tác và đợi hình thức xử lí sau khi có kết luận chính thức của cơ quan chức năng.